# Allograpta flavophylla
Allograpta flavophylla är en tvåvingeart som först beskrevs av Hull 1943.  Allograpta flavophylla ingår i släktet Allograpta och familjen blomflugor.
Artens utbredningsområde är Peru. Inga underarter finns listade i Catalogue of Life.